# リー・レミック
リー・レミック（Lee Remick、1935年12月14日 - 1991年7月2日）は、アメリカ合衆国の映画・テレビ女優。代表作は「或る殺人」「酒とバラの日々」「オーメン」など。

## 略歴
マサチューセッツ州クインシー出身。父はデパートを経営するビジネスマン、母は女優。

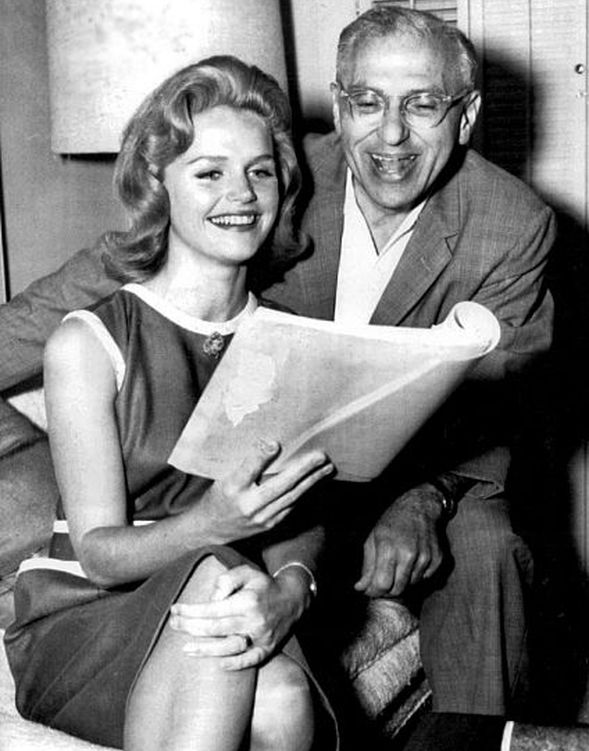
26歳のときジョージ・キューカーとのリハーサル風景 (1962)

アクターズ・スタジオで学び、1953年に18歳でブロードウェイにデビューした。
1957年、22歳のときエリア・カザンの『群衆の中の一つの顔』で映画デビュー。
1959年の「或る殺人」ではゴールデングローブ賞主演女優賞にノミネート、1962年、アルコール依存症に陥る主人公の妻で、自らもアルコールにおぼれる役を演じた『酒とバラの日々』ではアカデミー賞にノミネートされた。1966年には舞台『暗くなるまで待って』でトニー賞にもノミネート。
41歳のときに出演した『オーメン』は批評家の評価は低かったが、1976年当時の空前のオカルトブームの中でヒットし、このときに演じた母親役は印象深く、恐怖に驚いてカッと見開いた大きな瞳と、華奢な顔立ちの表情は、この作品の象徴となった。
1970年代には10本以上のテレビ映画・ドラマに出演して、ゴールデングローブ賞と英国アカデミー賞のテレビ部門の主演女優賞を3度受賞した。エミー賞には7回ノミネートされた。
1979年のドラマ『将軍アイク』ではロバート・デュヴァル演じる主人公アイゼンハワーのヒロイン役を演じ、チャーチルの母親の伝記ドラマ「ジェニー：レディ・ランドルフ・チャーチル」では主人公ジェニー（レディ・ランドルフ）を演じて好評を博した。
1991年ハリウッド・ウォーク・オブ・フェイムに映画女優として追加された。同年、腎臓癌と肝臓癌によりロスアンゼルスの自宅で夫と母親、息子と娘たちに見守られて息を引き取った。

## 主な出演作品
- 群衆の中の一つの顔 A Face in the Crowd (1957)
- 長く熱い夜 The Long, Hot Summer (1958)
- フォート・ブロックの決斗 These Thousand Hills （1958）
- 或る殺人 Anatomy of a Murder (1959)
- 荒れ狂う河 Wild River (1960)
- 酒とバラの日々 Days of Wine and Roses (1962)
- 追跡 EXPERIMENT IN TERROR (1962)
- ハイウェイ Baby the Rain Must Fall (1965)
- ビッグトレイル The Hallelujah Trail (1965)
- 刑事 The Detective (1968)
- 殺人美学 Hard Contract (1969)
- 殺しの接吻 Secret Africa (1970)
- オレゴン大森林/わが緑の大地 Sometimes a Great Notion (1971)
- 怒りの日 Hennessy (1975)
- オーメン The Omen (1976)
- テレフォン Telefon (1977)
- 恐怖の魔力/メドゥーサ・タッチ The Medusa Touch (1978)
- コンペティション The Competition (1980)
- マイ・ハート マイ・ラブ Tribute (1980)